# Bastruptårnet
Bastruptårnet, også kaldet Bastrup Tårnet, Bastrup Stenhus eller Bastrup Ruin er en middelalderruin beliggende ca. 50 meter nord for Bastrup Sø ved Lynge i Allerød Kommune.
Da kildematerialet om tårnet er meget sparsomt, vides der ikke meget om bygherren, men det menes, at tårnet blev bygget i første halvdel af 1100-tallet af Ebbe Skjalmsen, også kaldet Ebbe de Bastetorp, en farbror til biskop Absalon. Med sine 6 meter tykke mure, bygget af frådsten, og udvendige diameter på 21 meter har anlægget været blandt Nordeuropas største på den tid.
Historikeren Vilhelm la Cour undersøgte området omkring Bastruptårnet i 1949 og 1962 for Nationalmuseet.
Han fandt da ingen spor af tidligere bygninger omkring tårnet og konkluderede at tårnet synes at have karakter af frit og enligt liggende tårn.
La Cour hævdede at tårnet var et vagttårn til overvågning af "Nordøstsjællands vigtigste fædselsårer" ved vestenden af Bastrup Sø.
I 1992 fandt en privat via en detektor en hvid mønt fra Christian 4.s tid 1602.
Tårnet anses som en såkaldt donjon,
der kendes fra andre steder i Europa.
Området omkring Bastruptårnet er åbent for besøgende. 
Der er en parkeringsplads omkring 50 meter fra tårnet.
Et par 100 meter vest for tårnet ligger et shelter.

## Eksterne kilder/referencer
- Foreningen Naturparkens Venner om Bastruptårnet

55°49′9.61″N 12°16′20.03″Ø / 55.8193361°N 12.2722306°Ø